# Syagrus inajai
Syagrus inajai är en enhjärtbladig växtart som först beskrevs av Richard Spruce, och fick sitt nu gällande namn av Odoardo Beccari. Syagrus inajai ingår i släktet Syagrus och familjen Arecaceae. Inga underarter finns listade i Catalogue of Life.